# Bathow

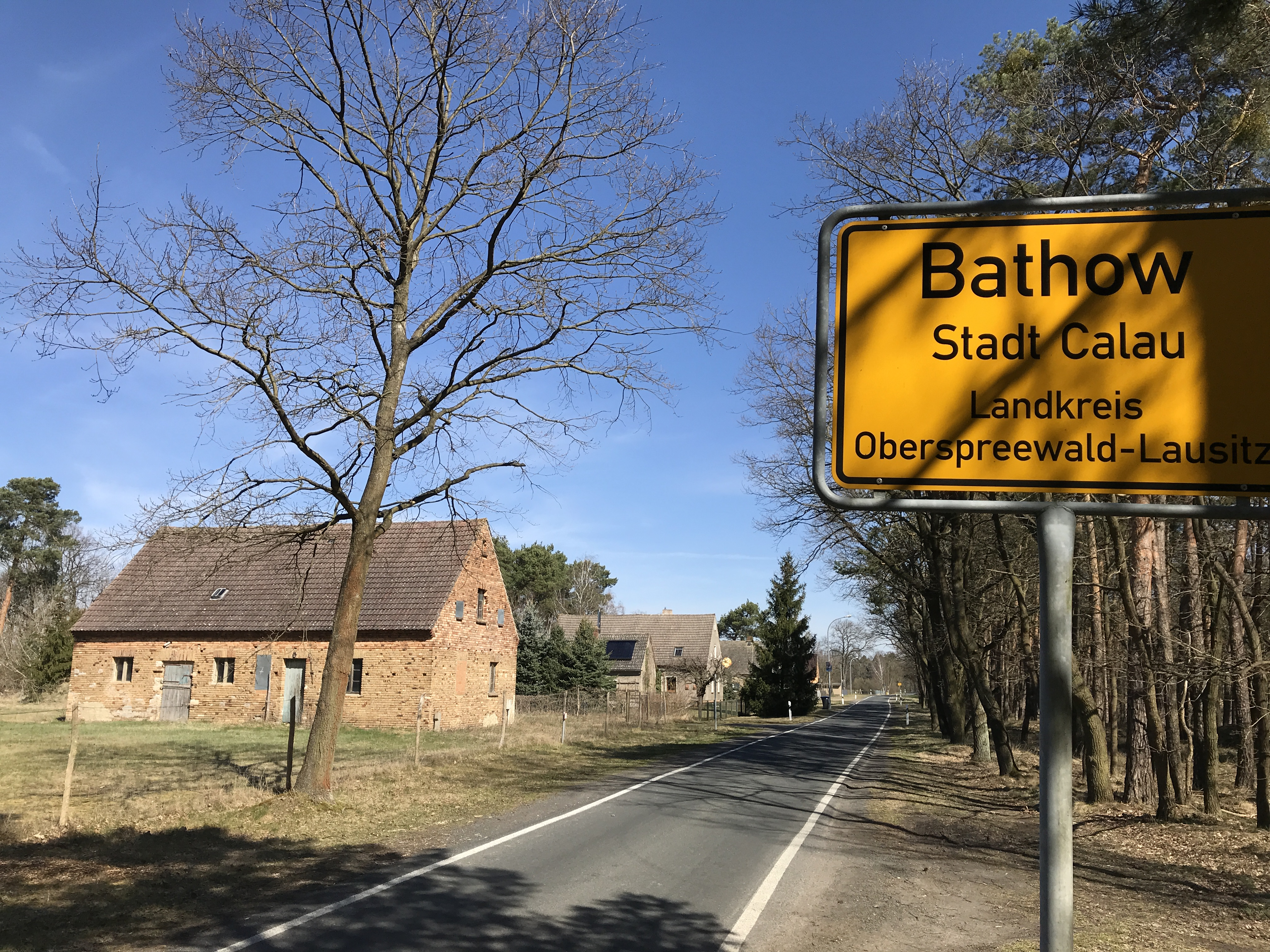
Südlicher Ortseingang von Bathow

Bathow, niedersorbisch Batowk, ist ein zum Ortsteil Zinnitz gehörender bewohnter Gemeindeteil der Stadt Calau im Landkreis Oberspreewald-Lausitz in Brandenburg. Bis zur Eingemeindung nach Zinnitz am 1. Juli 1950 war Bathow eine eigenständige Gemeinde.

## Lage
Bathow liegt in der Niederlausitz im Nordosten des Naturparks Niederlausitzer Landrücken, rund sechs Kilometer nordwestlich des Calauer Stadtzentrums und zehn Kilometer südlich von Lübbenau. Umliegende Ortschaften sind Lichtenau und Schönfeld im Norden, Rochusthal und Mlode im Osten, Buckow im Südosten, Groß Jehser im Süden und Zinnitz im Westen. Bathow liegt an der Dobra. Unmittelbar westlich von Bathow liegt die Bundesautobahn 13 mit der Anschlussstelle „Calau“, südlich der Ortschaft befindet sich die Landesstraße 52.
Nördlich von Bathow liegen die früheren Braunkohletagebaue Schlabendorf-Nord und Seese-West; somit liegt die Ortschaft unweit des Lichtenauer Sees und des Schönfelder Sees, die durch die Flutung der Restlöcher entstanden sind. Östlich von Bathow erstreckt sich die Seeser Bergbaufolgelandschaft und nordwestlich die Tornower Niederung.

## Geschichte
Durch einigen Gräberfelder in der Umgebung von Bathow ist von einer Besiedelung des Gebiets ab der jüngeren Bronzezeit auszugehen. Im 6. Jahrhundert wanderten slawische Stämme von der Elbe und der Lausitzer Neiße in die Niederlausitz ein. Bathow wurde im Jahr 1402 als Bothow erstmals urkundlich erwähnt und wird ab 1463 als Bathow genannt. Der Ortsname stammt aus dem Slawischen und weist auf einen ehemaligen Besitzer des Dorfes hin. Weitere Ortsnamen waren unter anderem Bato im Jahr 1527, Bate im Jahr 1761 und ab 1843 wieder Bathow.
Das Dorf gehörte zunächst bis 1635 zum Markgraftum Niederlausitz und kam durch den Prager Frieden in das Kurfürstentum Sachsen. Bis etwa 1657 war Bathow im Besitz der Adelsfamilie von Bocksdorf (Buxdorf), die auch die Grundherrschaft über das Rittergut Zinnitz innehatte. Danach gehörte das Dorf der Familie von Klitzing. Die Einwohner lebten überwiegend von der Landwirtschaft. Im Jahr 1708 wurden drei Kossätenstelle mitten im Ort erwähnt, zehn Jahre später hatten die Bewohner zusammen 750 Gulden Schatzung an die Dorfbesitzer zu zahlen. 1755 hatte Bathow 53 Einwohner und 1759 waren im Ort fünf Kossäten und ein Büdner verzeichnet. 1806 wurde das Kurfürstentum Sachsen zum Königreich erhoben. 1809 lebten fünf Kossäten sowie ein Büdner in Bathow.
Nach der auf dem Wiener Kongress beschlossenen Teilung Sachsens kam Bathow zur Provinz Brandenburg im Königreich Preußen. Bei der Gebietsreform 1816 wurde der Ort dem Landkreis Calau im Regierungsbezirk Frankfurt zugeordnet. 1818 gab es in Bathow acht Feuerstellen mit 62 Einwohnern. Im Jahr 1859 wurde in Bathow eine Ziegelei gegründet. Bei der Volkszählung am 1. Dezember 1871 wurde eine Einwohnerzahl von 87 ermittelt, 1891 hatte Bathow 81 Einwohner. Ende des 19. Jahrhunderts wurde der Betrieb der Ziegelei eingestellt, was sich auch in einem starken Bevölkerungsrückgang bemerkbar machte, in der Zeit nach der Schließung sank die Einwohnerzahl auf 54. Eingepfarrt war Bathow historisch nach Schlabendorf am See, wo bis 1926 auch Beerdigungen durchgeführt wurden, danach bekam Bathow einen eigenen Friedhof. 1929 wurde der Ort nach Zinnitz umgepfarrt, wo die Kinder des Ortes auch die Schule besuchten. Kurz vor Ausbruch des Zweiten Weltkrieges hatte Bathow 72 Einwohner.
Nach Kriegsende gehörte Bathow zur Sowjetischen Besatzungszone und somit ab Oktober 1949 zur DDR. Am 1. Juli 1950 wurde Bathow zusammen mit einigen umliegenden Städten und Gemeinden aus dem Landkreis Calau, der im Zuge dessen in Landkreis Senftenberg umbenannt wurde, aus- und in den Landkreis Lübben umgegliedert. Gleichzeitig wurde die Gemeinde Bathow aufgelöst und nach Zinnitz eingemeindet. Bei der Kreisreform am 25. Juli 1952 wurde Bathow dem neu gebildeten Kreis Calau im Bezirk Cottbus zugeordnet. Während der 1980er-Jahre wurde das Gutshaus von Bathow abgerissen. Nach der Wiedervereinigung gehörte Bathow zunächst zum Landkreis Calau, der am 6. Dezember 1993 durch Fusion mit dem Landkreis Senftenberg im Landkreis Oberspreewald-Lausitz aufging. Am 31. Dezember 2001 wurde die Gemeinde Zinnitz mit dem Ortsteil Bathow in die Stadt Calau eingemeindet.

## Bevölkerungsentwicklung
| 1875 | 97  | 1890 | 89 |
| 1910 | 79  | 1925 | 93 |
| 1933 | 71  | 1939 | 72 |
| 1946 | 120 |      |    |

## Nachweise
1. ↑  Auskunft des Einwohnermeldeamtes der Stadt Calau vom 18. Juni 2020.
2. ↑  Reinhard E. Fischer: Die Ortsnamen der Länder Brandenburg und Berlin: Alter – Herkunft – Bedeutung. Bebra-Wissenschaftsverlag, 2005, S. 22. (bei Google Books)
3. ↑  Rudolf Lehmann (Hrsg.): Historisches Ortslexikon für die Niederlausitz. Band 1: Die Kreise Luckau, Lübben und Calau. Verlag Klaus-D. Becker, Potsdam 2013, ISBN 978-3-9419-1989-1, S. 248.
4. ↑  Geschichtliches zu Bathow. Abgerufen am 30. Oktober 2018
5. ↑  Eingliederung der Gemeinden Buckow, Craupe, Gollmitz, Groß Jehser und Zinnitz in die Stadt Calau. Bekanntmachung des Ministeriums des Innern vom 14. Dezember 2001. Amtsblatt für Brandenburg, 12. Jahrgang, Nummer 52, 27. Dezember 2001, S. 905 PDF.
6. ↑  Historisches Gemeindeverzeichnis des Landes Brandenburg 1875 bis 2005. (PDF; 331 kB) Landkreis Oberspreewald-Lausitz. Landesbetrieb für Datenverarbeitung und Statistik Land Brandenburg, Dezember 2006, abgerufen am 6. März 2017.